# 亲电体
亲电体（英語：Electrophile，意思為电子喜好者）為一化学术语，指在化学反应中对含有可成键电子对的原子或分子（亲核试剂）有亲和作用的原子或分子。因为亲电试剂可以接受电子，所以它们是路易斯酸（见酸碱反应理论）。大多数亲电试剂为正电性，有一个原子带正电，或有一个原子不具备八隅体电子。
亲电试剂进攻亲核试剂上电子集中的部位。有机化学中常见的亲电子试剂有阳离子（如H3O+和NO2+）、極性分子（如氯化氢、卤代烃、酰卤，和羰基化合物）、可极化中电性分子（如Cl2和Br2）、氧化剂（如有机过氧酸）、不具备八隅体电子的试剂（如卡宾和自由基）、以及某些路易斯酸（如BH3和DIBAL）。

## 例子
- 有机磷化合物（如二异丙基氟磷酸和甲基氟磷酸异丙酯）
- 碘乙酸
- 环氧化合物
- 碳陽離子

## 参見
- 親核試劑

1. ↑  . butane.chem.uiuc.edu.   [2020-09-21]. （原始内容存档于2020-08-01）.
2. ↑  . Encyclopedia Britannica.   [2020-09-21]. （原始内容存档于2020-08-14） （英语）.